# Сиско (Тексас)
Сиско (енгл. Cisco) град је у америчкој савезној држави Тексас. По попису становништва из 2010. у њему је живело 3.899 становника.

## Демографија
Према попису становништва из 2010. у граду је живело 3.899 становника, што је 48 (1,2%) становника више него 2000. године.
| Група             | 2000.         | 2010.         |
| Белци             | 3.253 (84,5%) | 3.173 (81,4%) |
| Афроамериканци    | 149 (3,9%)    | 134 (3,4%)    |
| Азијати           | 6 (0,2%)      | 18 (0,5%)     |
| Хиспаноамериканци | 385 (10,0%)   | 513 (13,2%)   |
| Укупно            | 3.851         | 3.899         |